# 紀雙抱
紀雙抱（1891年10月20日—1985年1月7日），署名多作紀双抱，字經才，號全德，臺灣澎湖縣馬公市興仁里（雙頭掛社）人士，曾任學校教師與澎湖議會參議員，地方知名鄉紳，擅長詩詞與書法，其墨跡常見於澎湖縣各處寺廟的楹聯。

## 生平
紀雙抱出身於清治末期的林投澳雙頭掛社，九歲父親逝世，後進入「居易堂書院」，向林介仁、吳爾聰等名儒學習漢學，十八歲業成，便開始任教於雙頭掛、嵵裡與媽宮等地的書房，十九歲加入西瀛吟社，戮力傳播詩學。大正二年（1913年），紀雙抱進入媽宮公學校（馬公國民小學前身）服務，任職長達34年。
二次世界大戰結束後日本投降，國民政府接收臺灣與澎湖群島，民國34年（1945年）9月，紀雙抱出任政權轉換後馬公國民小學的首任校長。民國35年（1946年），紀雙抱獲得澎湖縣教育公會推薦，當選臨時參議員。紀雙抱任職參議員期間，為便於培育更多師資，曾建請縣政府在設立「簡易師範班」，在澎湖教育界可謂影響深遠。
民國37年（1948年），紀雙抱轉任臺灣省立馬公中學（馬公高級中學前身），專任學校書法老師，並於民國53年（1964年）致仕，結束總計54年的教職生涯。退休之後，紀雙抱出任馬公二信的監事主席，盡忠職守，多年不輟。
民國74年（1985年）元月間，澎湖縣立文化中心預計月底替紀雙抱舉辦墨跡展覽，不意紀雙抱於該月7日溘然長逝，享壽95歲（虛歲）。

## 個人榮譽

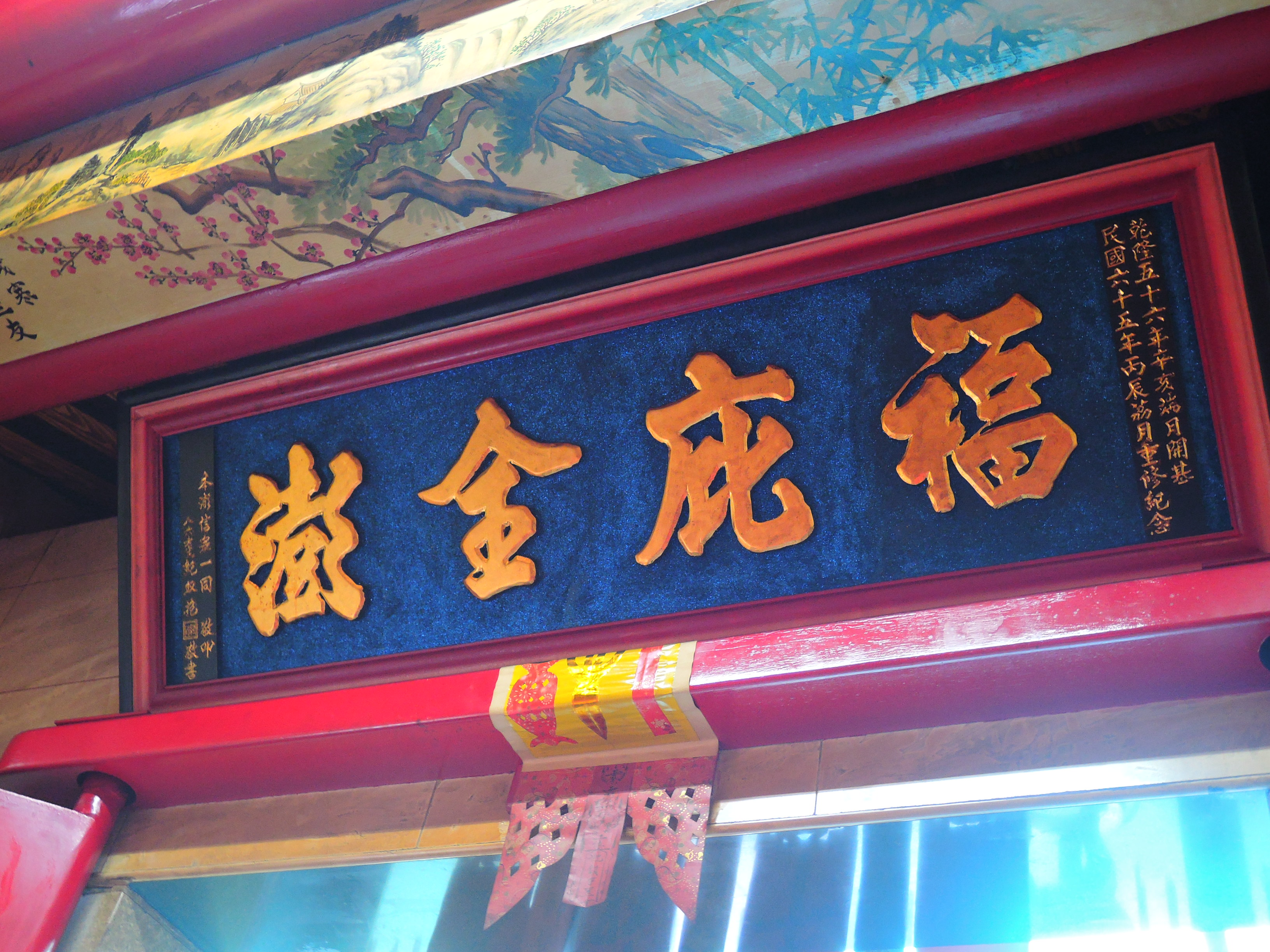
澎湖福德祠高懸的「福庇全澎匾」，民國65年（1976年）紀雙抱落款。

- 昭和13年（1938）10月，紀雙抱書法作品入選「日本全國書法展覽會」，後被聘為中國書法學會澎湖分會的顧問。[3]
- 民國57年（1968年），澎湖防衛司令部表揚「賢德人士」予紀雙抱。[3]
- 紀雙抱因「書法（楷書和隸書）」、「詩詞」造詣深厚，因而被地方予以「紀氏雙絕」之美譽。[3]其墨跡偕同吳克文散見於澎湖縣各處寺廟的楹聯。[4]（紀雙抱書行楷、吳克文撰隸書）

## 紀淑事件
民國36年（1947年）2月27日，國民黨政府因一起查緝私菸案，處置失當造成流血衝突，民眾對於政府積壓許久的不滿情緒爆發，2月28日號召起事，引起臺灣全體島民響應，當時因為澎湖的青年從收音機聽到來自嘉義的廣播，不少青年如趙文邦（前樹黨主席冼義哲之伯祖父）、王財情等因有受過軍事訓練，便打算仿效台灣省的自治青年同盟，預備響應起事。3月2日，澎湖實施夜間管制，紀雙抱的女兒紀淑、紀美約莫在晚間六點左右，兩姊妹在返回馬公鎮住家的路上，有一軍方士兵突然對紀淑呼喝，雙方言語不通，紀淑並未應答，逕自步行離去，竟遭到士兵開槍射擊。紀淑大腿後側中彈，腿骨碎裂，傷及動脈，登時血流如注，一度有喪命之虞。
紀淑中彈消息傳開後，當地居民群起震怒，上千民眾遂集結澎湖醫院，要求軍方討回公道。時任馬公要塞中將司令的史文桂為安撫民眾沖天般的怒火，立刻派兵護送紀淑送醫，表達願意負擔紀淑所有醫療費用，並宣布紀淑若有不測，軍方承諾負擔紀淑子女所有教育費用。紀淑的手術由日本京都帝國大學畢業的醫師蘇銀河操刀，為保住紀淑性命，蘇銀河當機立斷，施行截肢手術。3月3日清晨四點，紀淑手術結束，在確定女兒脫離險境之後，紀雙抱親自走到澎湖醫院外，對於成群憤慨的青年們高聲呼籲：「我一个查某囝犧牲，莫閣犧牲其他的少年人矣。」幾番勸說下，這一場可能釀成大規模的軍民流血衝突，就此平息。
臺灣歷史學者許雪姬認為，二二八事件之所以並未在澎湖發生，主要原因：其一，史文桂並未同意調派澎湖的駐軍赴高雄港支援，反動者無機可趁、其二，澎湖仕紳（如郭石頭、許整景、陳伯寮等）發揮其影響力，極力約束當地的青年份子、其三便是紀雙抱在「紀淑事件」中，勸退鄉親戒急用忍的態度，才能避免當地造成更大的傷亡。

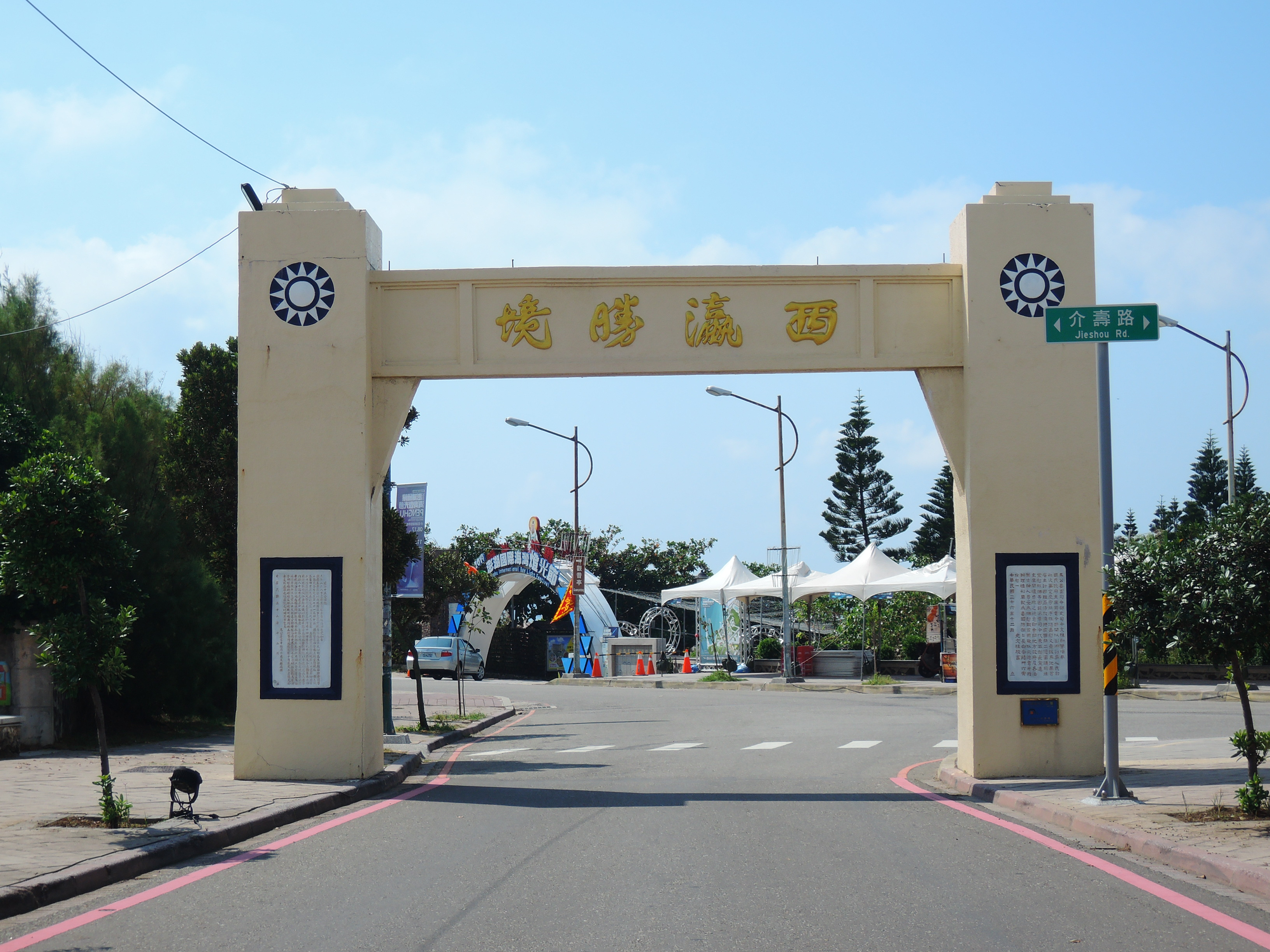
西瀛勝境牌樓東面，牌柱上鑲有兩塊碑文記事。

二二八事件平定後，民國36年（1947年）12月，國民政府因澎湖居民並未隨之武裝起事，嘉勉軍方表現得宜，便決議撥款國幣兩億元（約舊台幣5,714,000元）賑濟澎湖，以茲獎勵。收到款項後，澎湖各界人士決議在澎湖觀音亭附近興建「中正公園」及「西瀛勝境牌樓」，以回饋地方公用，今西瀛牌樓東面處仍可見相關歷史之碑文。